# دنیای خانومی
دنیای خانومی (به انگلیسی Wifey's World) یک سایت پورنوگرافیک است که در ژانویهٔ ۱۹۹۸ تأسیس شد و توسط کِوین و ساندرا اُترسون اداره می‌شود. این دو نفر یک زوج متأهل هستند که هواداران اینترنتی‌شان آن‌ها را به نام‌های «هابی» (شوهری) و «وایفی» (خانومی) می‌شناسند.
این زوج که حدود ۱۹۶۵ متولد شده‌اند و حدود ۱۹۸۶ ازدواج کرده‌اند، عُشّاق دورهٔ دبیرستان بوده‌اند.

## تاریخچه
کسب و کار این زوج زمانی شروع شد که «شوهری» در سال ۱۹۹۷ چند عکسِ فوریِ پولاروید از «خانومی» را – که چشمانش در تصویر محو شده بود – در یک گروه خبری یوزنت به آدرس alt.binaries.pictures.erotica منتشر کرد. این زوج که با بازخورد مثبت مخاطبان غافلگیر شده بودند، به انتشار مداوم عکس‌های بی‌پردهٔ خود ادامه دادند و چندی بعد وبسایتشان را در پاییز ۱۹۹۸ افتتاح کردند.
این وبسایت که در آغاز ۹٫۹۵$ در ماه هزینه می‌برد، حدود ۲۶ ژانویهٔ ۱۹۹۸ شروع به کار کرد و شامل عکس‌های JPEG، کلیپ‌های ویدئویی و فرم‌های سفارش کاست ویدئو بود و همینطور یک وب‌کم زندهٔ دوسویه و تعاملی به نام «خانومی‌کم» داشت.

## پیوندهای بیرون‌رو
- سایت رسمی
- دنیای خانومی در توییتر
- زندگینامه